# Hydromys
Hydromys és un gènere de rosegadors aquàtics de la subfamília dels murins, que viuen a Austràlia i Nova Guinea.

## Etimologia
El nom grec Hydromys que vol dir "rata d'aigua", prové de la unió de les paraules hydro (aigua) i mys (rata). Per aquesta raó, en algunes llengües com l'alemany, el nom comú d'aquest gènere és el de "rata d'aigua" o "rates nedadores".

## Distribució i hàbitat
Són animals originaris d'Austràlia i Nova Guinea, que viuen al llarg dels rius i els llacs, així com als pantans.

## Descripció
Tenen un longitud conjunta del cap i del cos d'entre 12 i 35 centímetres i una cua gairebé igual, fet que fa que algunes espècies siguin de mida relativament petita i d'altres de mida mitjana o gran. El seu pelatge és de color marró groguenc o grisós a la part superior i de color taronja brillant o marró clar a la part inferior. Com a adaptacions a la seva vida aquàtica, tenen un cos estilitzat i un peus amples amb dits units per membranes.

## Ecologia
Són animals nocturns que viuen prop de l'aigua, on construeixen els seus nius formats per material vegetal. Al vespre surten a la recerca de peixos i insectes aquàtics, que són la seva principal dieta, encara que també s'alimenten de crustacis, granotes, petites tortugues i ocells.

## Taxonomia
Segons els estudis genètics de Lecompte et al, la divisió Hydromys forma part de la tribu dels hidrominis, conjuntament amb les divisions Chrotomys, Lorentzimys, Pogonomys, Pseudomys, Uromys i Xeromys.
El gènere inclou quatre espècies:
- Rata d'aigua australiana (Hydromys chrysogaster)
- Hydromys hussoni
- Hydromys neobritannicus
- Hydromys ziegleri

Anteriorment el gènere també incloïa les espècies H. habbema i H. shawmayeri, però actualment es troben dins del gènere Baiyankamys.